# ソニック ドリフト
『ソニック ドリフト』は、セガ・エンタープライゼスが1994年3月18日に発売したゲームギア用レースゲーム。 本体とソフトが同梱された『ゲームギア +1』も同時発売された。

## ゲームシステム

### 操作方法
- 方向ボタン左右 - ステアリング
- 方向ボタン上 - スペシャルパワー
- 1ボタン - ブレーキ
- 2ボタン - アクセル

### ドリフトについて
1、2ボタン同時押しをしながらステアリングを切ると、ドリフトが可能になる。ただし、長時間ドリフトをおこなうとスピンする。

### アイテム
ジャンプバネ
回転してジャンプする。
ハイスピード
スピードが一気に上がる。
無敵
他のマシンと接触しなくなる。また、コースを外れてもスピードが落ちなくなる。
リング
2個以上取った状態で方向ボタン上を押すと、スペシャルパワーが使える。接触したり、スピンしたりすると1個減る。

## モード
CHAOS GP
カオスグランプリに出場して優勝を目指すモード。
FREE RUN
タイムアタックモード。
VERSUS
ソフト2本、ゲームギア2台、対戦ケーブルを使用して競争するモード。
OPTION
ゲームの設定を変更するモード。

## キャラクター
ソニック
マシンはサイクロン。加速と最高速が優れているが、コーナリングが苦手。スペシャルパワーはダッシュ。
テイルス
マシンはMTP-01ホイールウインド。コーナリングが優れているが、最高速が低い。スペシャルパワーはジャンプ。
ドクター・エッグマン
マシンはエッグ・タイフーン号。最高速が優れているが、加速力が悪い。スペシャルパワーは機雷投下。
エミー
マシンはブリーズ。加速が優れているが、最高速が低い。スペシャルパワーはハート飛ばし。
なお、ドクター・エッグマンとエミーのスペシャルパワーは、対戦及びグランプリモードの時しか使えない。

## BGM
無敵アイテムを取った時のBGMとして、『ソニック・ザ・ヘッジホッグCD』の日本・欧州版OPテーマ曲「Sonic‐You Can Do Anything」をアレンジしたものが使用されている。